# Crystal (Maine)
Pour les articles homonymes, voir Crystal.
Crystal est une ville située dans l’État américain du Maine, dans le comté d’Aroostook (district 1). Sa population est de 269 habitants selon le dernier recensement de 2010. 

## Histoire
Implantée sur le canton n° 4, rang 5, Crystal s'est organisée en plantation dès 1840 mais n'a été reconnue par l'Assemblée législative qu'en 1878. Une partie de ses terres a été annexée par Sherman en 1881 avant que Crystal ne soit créée le 21 mars 1901 dans l'État du Maine avec le statut de town.
La ville tient son nom de la pureté des eaux du principal ruisseau qui la traverse, Crystal Brook, et qui forme une chute d'environ 4,6 mètres au centre de la localité.
Le premier colon à s'être installé en 1839 sur les terres de Crystal serait William Young qui venait de Searsmont (comté de Waldo). Il fut suivi de plusieurs autres cette année-là et les suivantes. Bien qu'en bonne partie occupé par neuf tourbières, le sol de la localité était en effet majoritairement fertile et donnait d'abondantes récoltes.
En 1870 Crystal comptait 250 habitants. Elle en comptait 275 en 1880, avec deux écoles. En cette fin du XIXe siècle, deux moulins se trouvaient en activité sur le cours d'eau qui traverse Crystal d'ouest en est avant de se jeter dans le Mattawamkeag Lake qui se trouve sur la commune voisine d'Island Falls .

## Géographie
| Patten              | ,            | Island Falls |
|                     | Crystal      |              |
| Sherman, Stacyville | Silver Ridge | Glenwood     |

La ville a une superficie totale de 40,43 milles carrés (105 km2), dont 40,4 milles carrés (105 km2) sont des terres et 0,03 milles carrés (0 km2) de l’eau.
Le territoire de Crystal est traversé par cinq ruisseaux : Webster Brook, Crystal Brook, Lyman Brook, Cold Brook et Bog Brook. Il comporte deux lacs : Lost Pond et Thousand Acre Bog qui est identifié comme une zone d'importance écologique à l'échelle de l'État dans le cadre du programme des Aires naturelles du Maine. Le site présente en effet une grande variété de milieux humides et abrite un grand nombre de plantes et d’animaux rares.
La ville culmine à 511 pieds, soit 156 mètres.

### Climat
Le climat à Crystal est de type tempéré froid, avec d'abondantes précipitations tout au long de l'année, y compris les mois les plus secs (moyenne de 94 mm).
| Mois      | Température minimale moyenne | Température maximale moyenne | Température minimale enregistrée | Température maximale enregistrée |
| --------- | ---------------------------- | ---------------------------- | -------------------------------- | -------------------------------- |
| Janvier   | - 2 °C                       | 9 °C                         | - 18 °C (2015)                   | 26 °C (1990)                     |
| Février   | - 15 °C                      | - 3 °C                       | - 33 °C (1993)                   | 12 °C (2017)                     |
| Mars      | - 9 °C                       | 2 °C                         | - 30 °C (2001)                   | 25 °C (2012)                     |
| Avril     | - 2 °C                       | 9 °C                         | - 18 °C (2015)                   | 26 °C (1990)                     |
| Mai       | 5 °C                         | 17 °C                        | - 4 °C (1997)                    | 33 °C (1992)                     |
| Juin      | 10 °C                        | 22 °C                        | 0 °C (2002)                      | 33 °C (2003)                     |
| Juillet   | 13 °C                        | 25 °C                        | 5 °C (1992)                      | 35 °C (2008)                     |
| Août      | 12 °C                        | 25 °C                        | 4 °C (2006)                      | 33 °C (2002)                     |
| Septembre | 8 °C                         | 20 °C                        | - 4 °C (2000)                    | 33 °C (2010)                     |
| Octobre   | 3 °C                         | 13 °C                        | - 7 °C (1993)                    | 26 °C (2011)                     |
| Novembre  | - 3 °C                       | 6 °C                         | - 19 °C (1996)                   | 18 °C (1996)                     |
| Décembre  | - 10 °C                      | - 1 °C                       | - 29 °C (1993)                   | 12 °C (2018)                     |

## Démographie
La ville compte 269 habitants selon le dernier recensement de 2010, ce qui représente un déclin de 5,6 % par rapport au recensement décennal de 2000. Elle est composée à cette date quasi à parité d'hommes (134) et de femmes (135). La population est répartie en 115 foyers. L'âge moyen des habitants est de 52 ans, soit neuf années de plus que l'âge moyen des résidents de l'État du Maine.
Toujours en 2010, le revenu moyen des ménages est estimé à 38 951 dollars (contre 28 472 dollars en 2000), le revenu moyen dans l'État se situant à 53 079 dollars.
La population serait d'ascendance anglaise pour 39, 6%, irlandaise pour 19, 3%, française pour 17, 2%, écossaise pour 5, 3%, américaine pour 5, 3% et québécoise pour 4,2%.

## Économie
La localité disposant de forêts importantes sur son territoire, son économie se trouve fortement marquée par les activités liées à l'exploitation du bois. Les métiers de charpentier et de bûcheron y sont bien représentés. En agriculture, la pomme de terre est exploitée.
En 2020, le taux de chômage dans la localité s'élève à 9,1 % (pour 4, 7 % en moyenne dans le Maine).

## Politique et administration

### Tendance politique
Le comté, qui votait traditionnellement pour le parti démocrate, a vu cette tendance s'inverser lors de l'élection présidentielle de 2016 avec la répartition suivante :
- Hillary Clinton 38,2%
- Donald Trump 55,4%
- Autre 6,5%[7].

Cette tendance s'est confirmée en 2020.
Crystal a pour sa part largement voté en faveur de Donald Trump : 120 voix (contre 27 en faveur de Joe Biden).

## Culture
La localité comporte deux églises, l'église du Belvédère et l'église méthodiste unie de Patten, ainsi qu'un cimetière. 

## Source de la traduction
- (en) Cet article est partiellement ou en totalité issu de l’article de Wikipédia en anglais intitulé « Crystal, Maine » (voir la liste des auteurs).